# 지와카주

지와카 주의 깃발

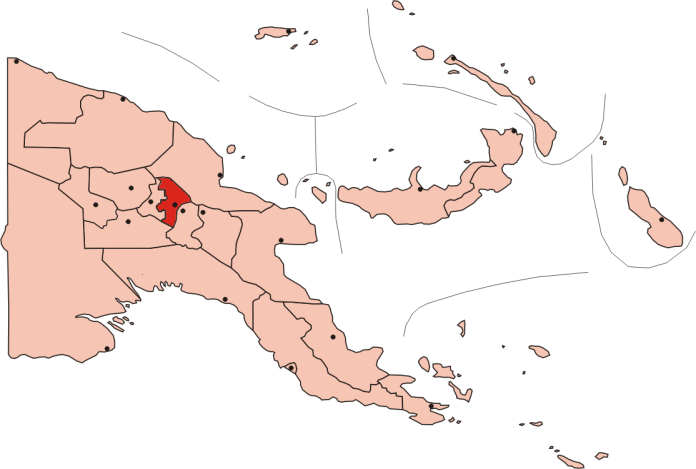
지와카 주

지와카주(Jiwaka)는 파푸아뉴기니의 주로 주도는 쿠루물이며 면적은 4,798km2, 인구는 249,449명(2011년 인구 조사 기준)이다. 2012년 5월 17일 웨스턴하일랜즈 주에서 분리되어 신설되었다. 파푸아뉴기니에서 가장 높은 산인 윌헬름 산은 이 주의 경계 지점에 위치한다.